# Pillac
Pillac (okzitanisch Pilhac) ist eine westfranzösische Gemeinde mit 253 Einwohnern (Stand 1. Januar 2022) im Département Charente in der Region Nouvelle-Aquitaine (vor 2016 Poitou-Charentes). Sie gehört zum Arrondissement Angoulême und zum Kanton Tude-et-Lavalette. Die Einwohner werden Pillacois genannt.

## Lage
Pillac liegt etwa 42 Kilometer südlich von Angoulême in der Grenzregion zum Périgord. Umgeben wird Pillac von den Nachbargemeinden Bors (Canton de Tude-et-Lavalette) im Nordwesten und Norden, Juignac im Norden, Montignac-le-Coq im Nordosten und Osten, Saint-Séverin im Osten, Nabinaud im Südosten und Süden, Laprade im Süden, Saint-Romain im Südwesten sowie Bellon im Westen.

## Bevölkerungsentwicklung
| Jahr                       | 1962 | 1968 | 1975 | 1982 | 1990 | 1999 | 2006 | 2019 |
| Einwohner                  | 357  | 356  | 307  | 267  | 260  | 269  | 258  | 271  |
| Quellen: Cassini und INSEE |      |      |      |      |      |      |      |      |

## Sehenswürdigkeiten
- Kirche Saint-Aignan aus dem 12. Jahrhundert
- Ziegelei von Argillier aus dem 19. Jahrhundert

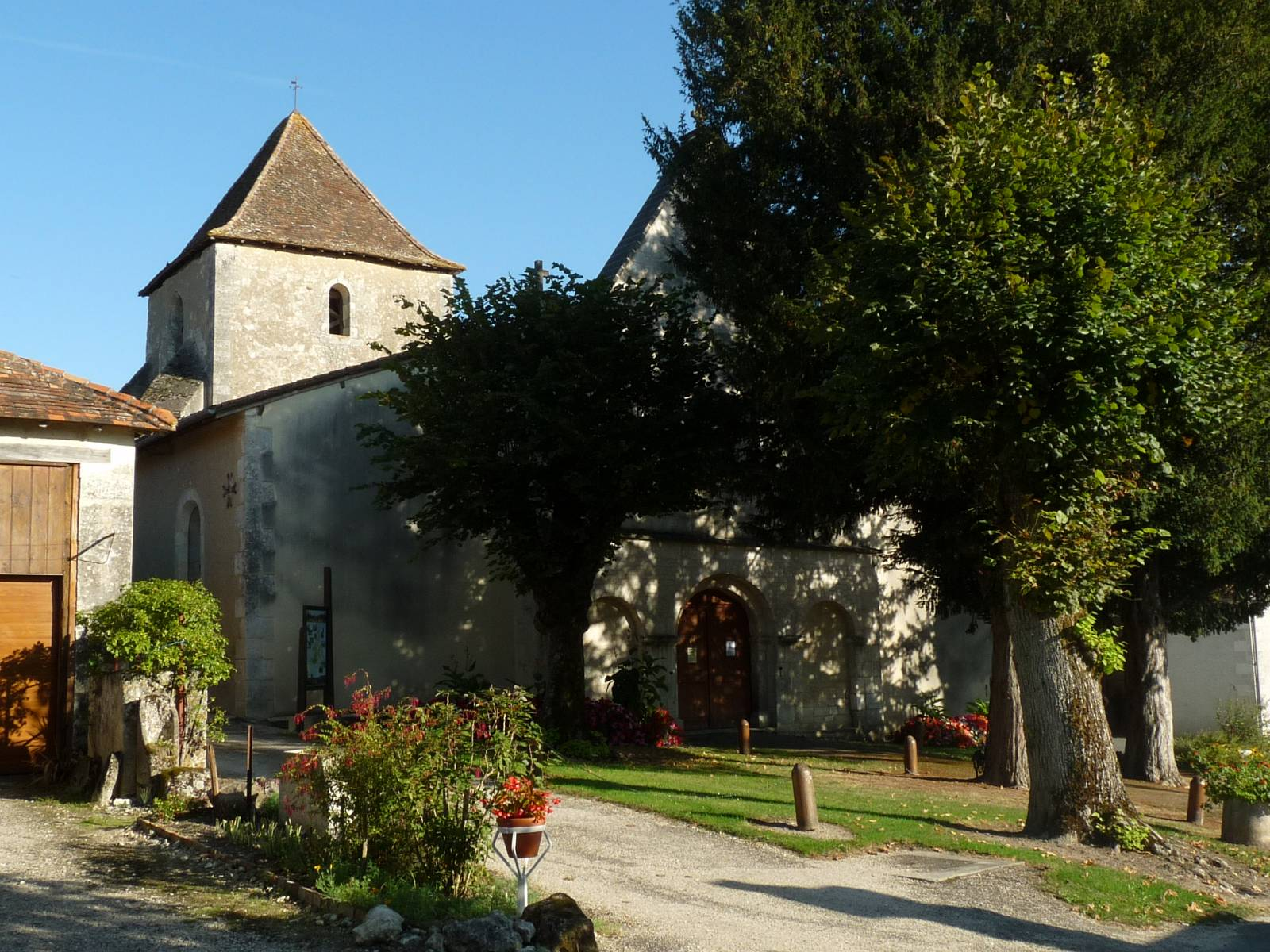
Kirche Saint-Aignan